# Черу-Бекеїнць
Черу-Бекеїнць, Черу-Бекеїнці (рум. Ceru-Băcăinți) — село у повіті Алба в Румунії. Адміністративний центр комуни Черу-Бекеїнць.
Село розташоване на відстані 279 км на північний захід від Бухареста, 26 км на південний захід від Алба-Юлії, 92 км на південь від Клуж-Напоки.

## Населення
За даними перепису населення 2002 року у селі проживали 94 особи, усі — румуни. Усі жителі села рідною мовою назвали румунську.